# Кватро Финајте (Палермо)
Кватро Финајте је насеље у Италији у округу Палермо, региону Сицилија.
Према процени из 2011. у насељу је живело 21 становника. Насеље се налази на надморској висини од 192 м.